# Violettbraune Kapseleule

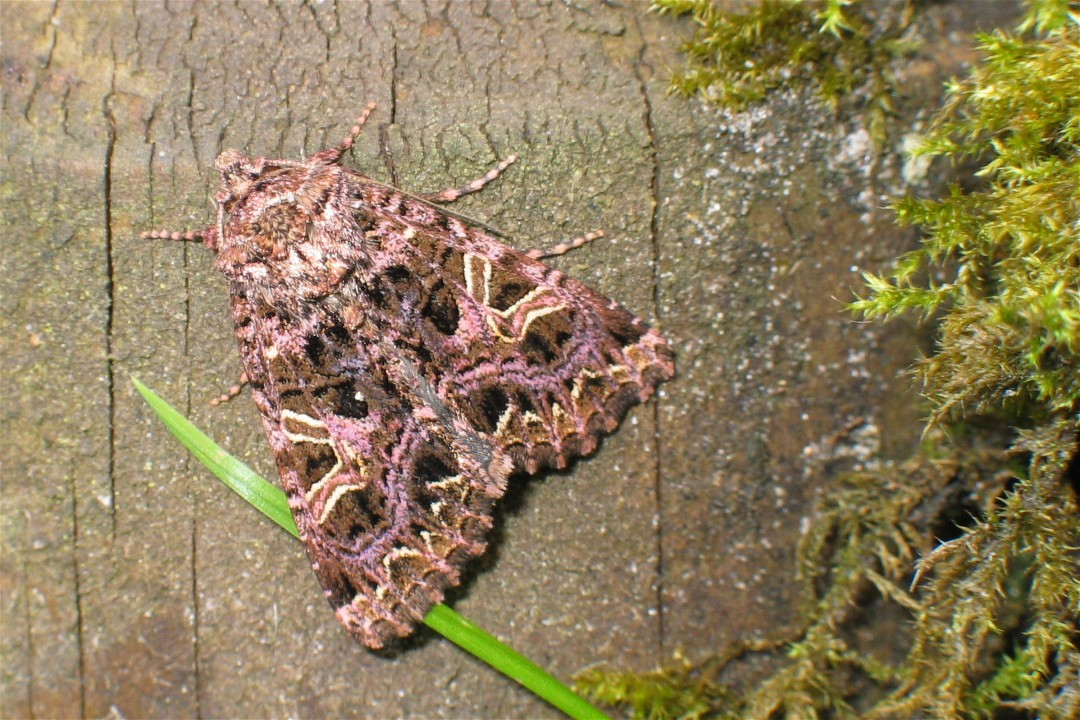
Violettbraune Kapseleule (Sideridis rivularis)
Rötliche Farbvariation

Die Violettbraune Kapseleule (Sideridis rivularis) ist ein Schmetterling (Nachtfalter) aus der Familie der Eulenfalter (Noctuidae).

## Merkmale

### Falter
Die Flügelspannweite der Falter  beträgt 29 bis 34 Millimeter. Die Vorderflügel zeigen ein reichhaltiges Farbenspektrum, bestehend aus einer Mischung von violetten, rötlichen, dunkelbraunen, grünlichen und gelblichen Tönungen. Frisch geschlüpfte Falter haben einen unverwechselbaren violetten Glanz. Bei den schwarzbraun gefärbten Exemplaren kommen die gelb eingefassten Ring- und Nierenmakel besonders deutlich zur Geltung. Diese verlaufen an der Basis ineinander und ergeben dadurch ein V-förmiges Muster. Zapfenmakel sind groß und schwarz gefärbt. Die gelbliche Wellenlinie ist stark gezackt, zeigt ein deutliches W und lässt schwarze, nach innen gerichtete Pfeilflecke erkennen. Die Hinterflügel sind einfarbig hell graubraun.

### Raupe
Junge Raupen sind zunächst dunkelgrün gefärbt. Später nehmen sie eine hellgrüne Farbe an und haben gelbliche Rücken- und Seitenstreifen sowie weiße Punkte. Erwachsen ändern sie das Aussehen in einen gelblichen bis bräunlichen Farbton mit rostbraunen Schrägstrichen.

## Geographische Verbreitung und Lebensraum
Die Art ist vom nördlichen Teil der Iberischen Halbinsel durch ganz Europa, einschließlich der Britischen Inseln und Fennoskandinaviens weit verbreitet. Richtung Osten kommt sie durch Ostasien bis zur Mandschurei vor. Die südliche Verbreitung umfasst den Mittelmeerraum – jedoch ohne Griechenland – sowie Teile Klein- und Mittelasiens. In den Alpen steigt sie bis auf etwa 1600 Meter Höhe. Die Violettbraune Kapseleule ist überwiegend an warmen Hängen, auf Wiesen sowie in lichten Wäldern und Gärten anzutreffen.

## Lebensweise
Die Falter sind nachtaktiv und saugen gerne an verschiedenen Blüten, wie Taubenkropf-Leimkraut (Silene vulgaris), Gewöhnlichem Natternkopf (Echium vulgare), Gewöhnlichem Seifenkraut (Saponaria officinalis) sowie Schmetterlingsflieder (Buddleja davidii). Sie erscheinen auch an künstlichen Lichtquellen und Ködern. Die Falter fliegen in zwei Generationen von Ende April bis Anfang Juli sowie von Anfang August bis Mitte September. In den nördlichen Regionen kommen auch univoltine Stämme vor. Die Raupen ernähren sich zunächst von den Blüten und Fruchtkapseln ihrer Futterpflanze, später auch von deren Blättern und leben an verschiedenen niedrigen Pflanzen, dazu gehören Leimkraut- (Silene) und Pechnelkenarten (Lychnis) sowie Taubenkropf (Cucubalus baccifer) und andere.

## Gefährdung
In Deutschland ist die Violettbraune Kapseleule verbreitet und gebietsweise zahlreich anzutreffen, so dass sie auf der Roten Liste gefährdeter Arten als nicht gefährdet eingestuft wird.